# Município de Wilkesville (condado de Vinton, Ohio)
O município de Wilkesville (em inglês: Wilkesville Township) é um município localizado no condado de Vinton no estado estadounidense de Ohio. No ano de 2010 tinha uma população de 895 habitantes e uma densidade populacional de 9,43 pessoas por km².

## Geografia
O município de Wilkesville encontra-se localizado nas coordenadas 39° 04′ 21″ N, 82° 21′ 54″ O. Segundo a Departamento do Censo dos Estados Unidos, o município tem uma superfície total de 94.94 km², da qual 94,26 km² correspondem a terra firme e (0,72 %) 0,68 km² é água.

## Demografia
Segundo o censo de 2010, tinha 895 pessoas residindo no município de Wilkesville. A densidade populacional era de 9,43 hab./km². Dos 895 habitantes, o município de Wilkesville estava composto pelo 97,32 % brancos, o 0,34 % eram afroamericanos, o 0,34 % eram amerindios, o 0,11 % eram asiáticos e o 1,9 % eram de uma mistura de raças. Do total da população o 0,56 % eram hispanos ou latinos de qualquer raça.